# Montague (Massachusetts)
Montague es un pueblo ubicado en el condado de Franklin en el estado estadounidense de Massachusetts. En el Censo de 2010 tenía una población de 8.437 habitantes y una densidad poblacional de 103,55 personas por km².

## Geografía
Montague se encuentra ubicado en las coordenadas 42°33′24″N 72°31′2″O / 42.55667, -72.51722. Según la Oficina del Censo de los Estados Unidos, Montague tiene una superficie total de 81.48 km², de la cual 78.11 km² corresponden a tierra firme y (4.14%) 3.37 km² es agua.

## Demografía
Según el censo de 2010, había 8.437 personas residiendo en Montague. La densidad de población era de 103,55 hab./km². De los 8.437 habitantes, Montague estaba compuesto por el 92.72% blancos, el 1.2% eran afroamericanos, el 0.3% eran amerindios, el 0.79% eran asiáticos, el 0.02% eran isleños del Pacífico, el 2.1% eran de otras razas y el 2.87% pertenecían a dos o más razas. Del total de la población el 5.19% eran hispanos o latinos de cualquier raza.